# Zeboim

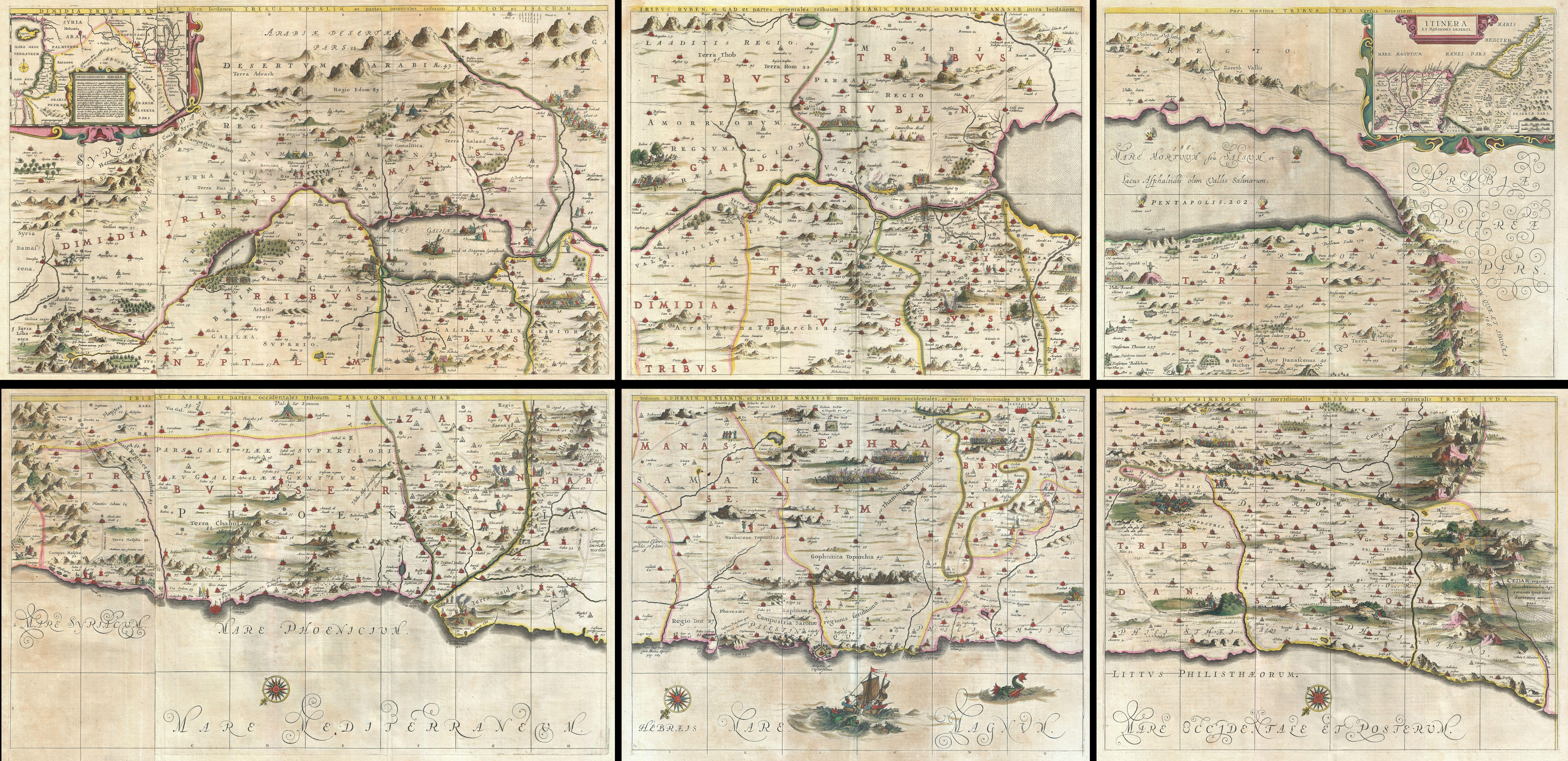
Zeboim (Seboim) in una mappa di Janssonius del 1662 (quadrante in alto a destra, seconda riga, terza colonna)

Zeboim (chiamata anche Zeboiim, Seboim, Tseboim; in ebraico צְבֹיִים, Tzvoyim, Tsebhoyim, che significa forse "iene" o "gazzelle") è una città nominata nell'Antico Testamento. Era una delle città della valle di Siddim, e formava una pentapoli con Sodoma, Gomorra, Adma e Zoar.

## Narrativa biblica
In Gn 14, viene narrato che queste cinque città erano state per dodici anni sotto il controllo dei re di Sennaar, Ellasar, Elam e Goim; le cinque città si ribellarono ed entrarono in guerra contro le altre quattro, ma i loro eserciti vennero messi in rotta e Sodoma e Gomorra vennero saccheggiate. 
Poiché Lot, che viveva a Sodoma, era stato catturato, Abramo scese in guerra contro Chedorlaomer, re di Elam, sconfiggendolo; è plausibile che a questo punto Zeboim e le altre città siano state liberate dal giogo dei loro padroni, ma il testo biblico non lo dice chiaramente. In quel periodo, era re della città un uomo di nome Semeber (o Shemeber, Scemeber).
La città fu successivamente distrutta, insieme con Adma, Sodoma e Gomorra, quando Dio mandò dal cielo la pioggia di fuoco, come affermato in Dt 29:22-23.

### Luoghi omonimi
L'Antico Testamento riporta altri due luoghi chiamati "Zeboim" ("iene" o "un posto selvaggio"):
- una città occupata dai beniaminiti al ritorno dall'esilio di Babilonia (Ne 11:31-35[7])[1], situata nella piana vicino a Lod[8], forse identificabile con Khirbet Sabije[1]
- una valle nei territori di Beniamino, fra Micmas e i territori selvaggi sopra il Giordano (1Sa 13:17-18[9])[1][8]; potrebbe essere identificata con svariate valli, la più probabile delle quali è Shuk ed-Dubba, Shakked dab'a[2][8]

## Locazione
La locazione della città è sconosciuta, anche se certamente era nei pressi della valle di Siddim, presso l'estremità meridionale del Mar Morto. Il sito dove sorgeva potrebbe ad oggi essere sommerso.
Potrebbe corrispondere a Talaa Sebaan, un vasto complesso di rovine fra il Mar Morto e Kerak. Recentemente è stato tentato di identificare la città nei testi delle tavole di Ebla, tuttavia la questione è molto dibattuta.